# 披耶泰路

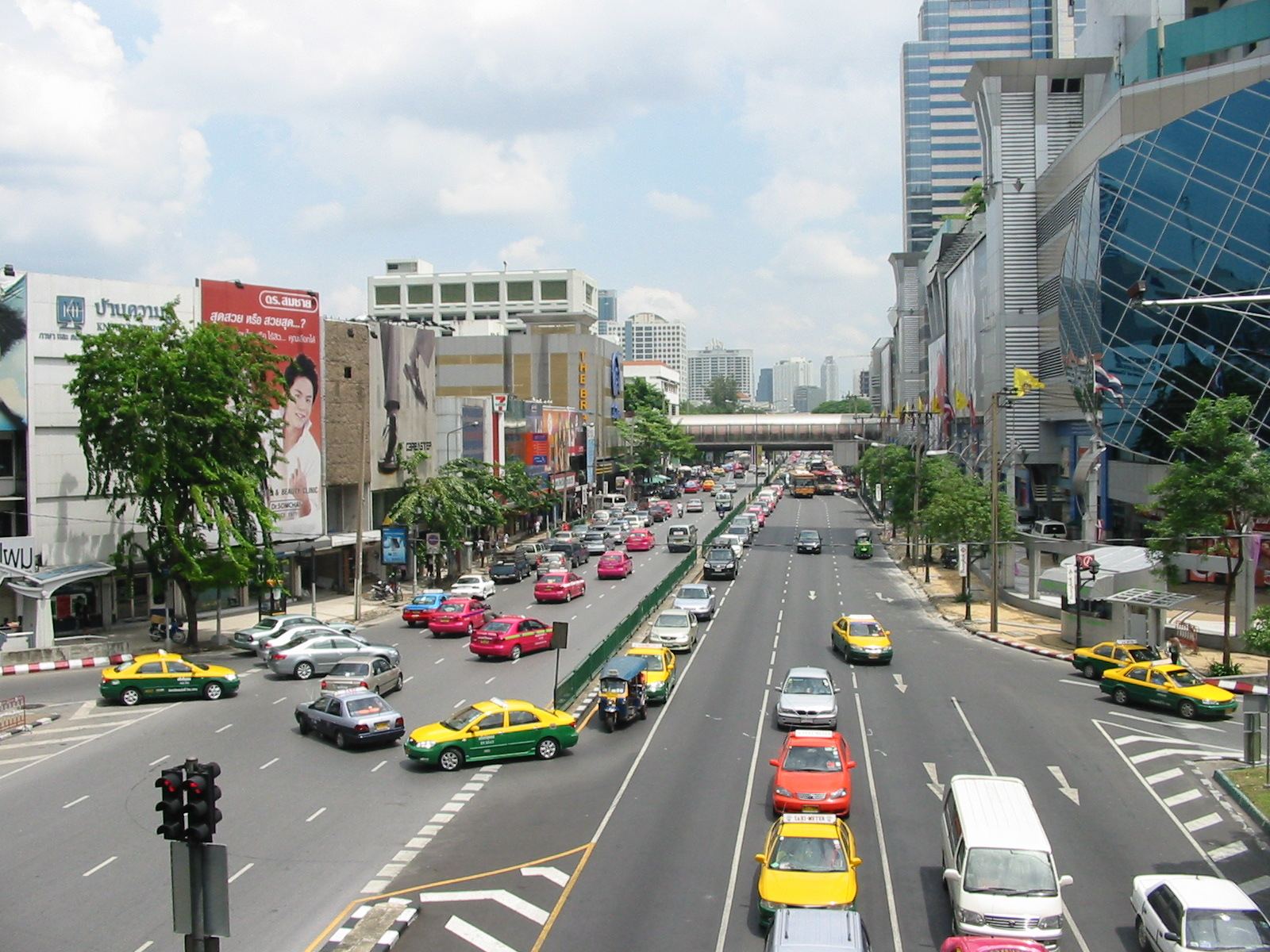
從披耶泰路南望群僑商業中心

披耶泰路位於泰國的首都曼谷，它是貫通叻提威縣至巴吞旺縣的主要街道，從勝利紀念碑的南部一路貫通至拍喃四路。從勝利紀念碑及拍喃大馬路，曼谷集體運輸系統的「素坤逸線」沿著該路興建，「披耶泰車站」位於大城路（Si Ayutthaya Road）的交界。